# Транспорт Пущи-Водицы
Транспорт Пуща-Водицы обеспечивает связь города Киева с отдалённым лесным микрорайоном Пуща-Водицей. Транспорт, едущий в Пущу-Водицу, представлен автобусом № 30, маршрутными такси № 226, 719 и трамваями № 12, 17.

## Автобус № 30
Сначала этот маршрут соединял Пущу-Водицу со станцией метро «Нивки», но он изменил свою конечную после введения в эксплуатацию станции метро «Академгородок» .

Маршрут: Станция метро «Академгородок» → проспект Академика Палладина → улица Городская → улица Фёдора Максименко → 5-я линия → улица Юнкерова → 7-я линия → улица Квитки Цисык → 11-я линия → улица Лесная → 7-я линия → санаторий «Лесная поляна» (назад: санаторий → 7-я линия → улица Квитки Цисык → 5-я линия).

Интервал движения: 16 — 22 мин 

Время проезда от конечной остановки до первой остановки в Пуще-Водице: 20 — 25 мин

Режим работы и стоимость проезда: с 06:15 до 00:00; 4₴

## Маршрутные такси
Существуют два маршрутных такси: 226 (от станции метро «Нивки»), 719 (также от станции метро «Нивки»).

### Маршрутное такси № 226
Это маршрутное такси транзитное, у него конечная остановка не в Пуще-Водице.

Маршрут: Станция метро «Нивки» → улица Даниила Щербаковского → улица Стеценко → улица Городская → улица Фёдора Максименко → 3-я линия → улица Юнкерова → 7-я линия → улица Квитки Цисык (назад: улица Квитки Цисык → 3-я линия) → улица Селянская → дорога на селение Горенка → с. Мощун (центр).

Интервал движения: 20 — 25 мин

Время проезда от конечной остановки до первой остановки в Пуще-Водице: 25 — 27 мин.

Стоимость проезда: 5-6-7-8₴ (до Пущи 7₴ )

Первое маршрутное такси на Мощун выезжает в 6.37.

### Маршрутное такси №719
Это маршрутное такси тоже транзитное, у него конечная расположена в селении Горенка. 

Маршрут: Станция метро «Нивки» → проспект Победы → улица Туполева → улица Стеценко (назад: улица Стеценко → улица Даниила Щербаковского) → улица Городская → Пуща-Водица (данные про маршрут по улицам отсутствуют) → селение Горенка. 

Интервал движения: 5-10 мин - будни, 15-20 мин - выходные дни

Время проезда от конечной остановки до первой остановки в Пуще-Водице: 25 — 30 мин

Режим работы и стоимость проезда: с 5.50 (из Горенки) до 23.40 (из Киева); 7₴
Ирпень - Пуща-Водица маршрут 18п, интервал 30 мин

## Трамвайное сообщение
Самым первым транспортом, соединившим город (Верхний город и Подол), является трамвай. Первые трамвайные пути через лес были проложены в 1899 году, по ним был пущен паровой трамвай, а в 1904 году линия была электрифицирована.

### История Пуща-Водицкого трамвая

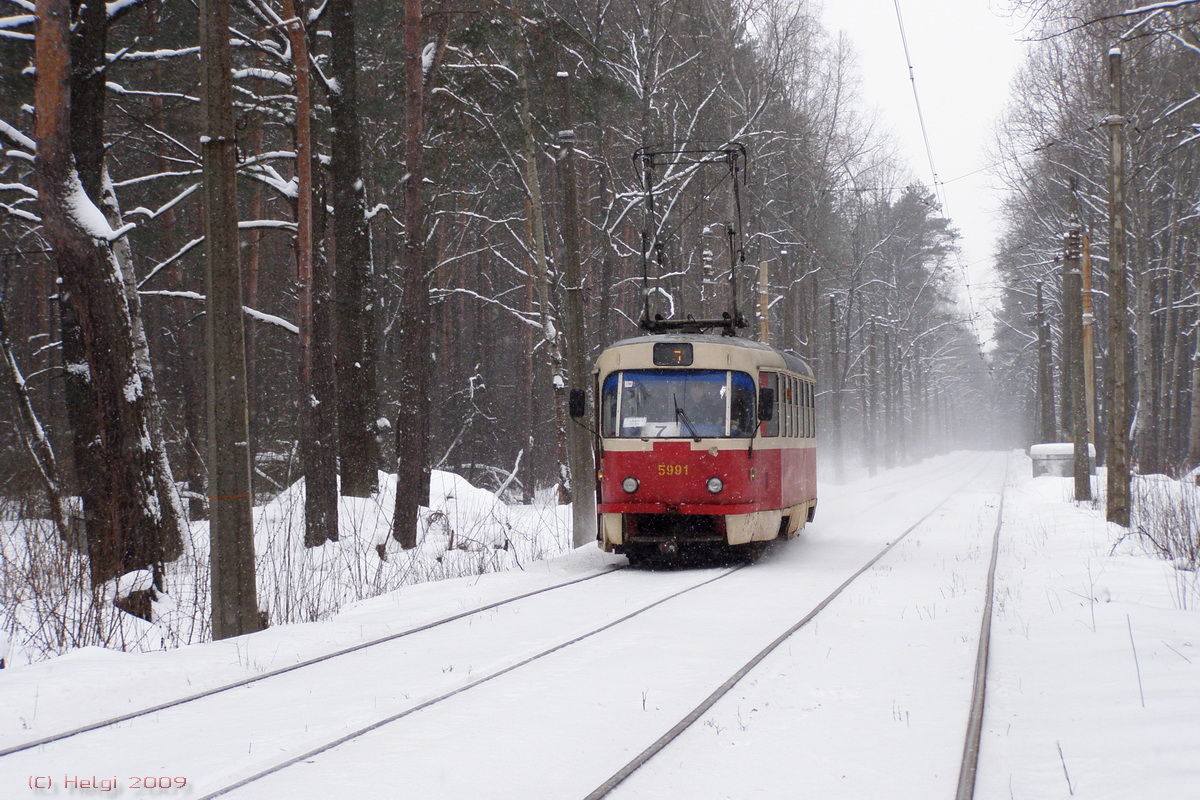
трамвай едет по рельсам в лесу

С начала 20 века до Октябрьской революции существовало два трамвайных маршрута, которые соединяли ряд селений (Пущу-Водицу, Горенку, Приорку, Кинь Грусть) с Подолом (№ 19) и Старым городом (№ 20). Из этих двух маршрутов 19-й ездил чаще, чем 20-й, и он взял на себя основной пассажиропоток. Но после военных действий в Киеве маршрут № 20 был закрыт (трасса была заброшена), а трамвай № 19 вернулся под номером 12. В тридцатые годы, когда местность Приорка разрасталась, появилась необходимость создать ещё один трамвай № 19, который стал сокращённым вариантом 12-го трамвая. С тех пор маршруты этих трамваев почти не изменялись. Трамвайные пути были разрушены во время Второй мировой войны, но в 1944 году они были отремонтированы. В 40-х годах на рейсах использовались трёхвагонные трамваи, но из-за необходимости развивать большую скорость на лесных путях их быстро сняли. В 1949 году рельсы были перенесены с улицы Вышгородской на улицы Старозабарскую, а в середине 60-х — на улицу Автозаводскую. При этом пути на участке от стадиона «Спартак» (возле Подольского спуска) до Куренёвского парка сместили с середины дороги на край. В 1975 году произошла небольшая реконструкция рельсов на Подоле, а в начале 90-х — на улице Автозаводской. С тех пор маршрут неизменно существует и сейчас: изменения маршрута не повлияли ни на пассажиропоток, ни на интервал движения, ни на количество вагонов. Также следует добавить, что на протяжении 50-х — 80-х годов существовал удлинённый маршрут 12-го трамвая - 25-й, который ходил до железнодорожного вокзала. Он курсировал раз в час по расписанию. В 1997 году была попытка снять 12-й трамвай, заменив его на 7-й трамвай от площади Шевченко; подвижной состав на этот новый маршрут взяли с 12-го трамвая. Но спустя некоторое время 12-й трамвай вернули, и эти два маршрута сосуществовали. Впоследствии трамвай № 7 отменили.

### Трамвай № 12
Маршрут: Станция метро «Контрактовая площадь» → улица Спасская → улица Межигорская → улица Щекавицкая → улица Константиновская → улица Еленовская → улица Кирилловская (назад: Кирилловская → Щекавицкая → Константиновская → Спасская) → улица Семёна Скляренко → улица Автозаводская → улица Полярная → площадь Тараса Шевченко → улица Пуща-Водицкая → лесная трасса → улица Краснофлотская → 5-я линия → улица Юнкерова (до улицы Селянской - с разворотом возле пересечения улиц Юнкерова и Селянской). 
Из-за большого интервала движения, одного вагона в составе трамвая и бесплатного проезда для льготников, в выходные дни трамвай крайне загружен.
Станция метро «Контрактовая площадь»; Улица Щекавицкая (назад также: Улица Нижний Вал); Улица Оболонская; Улица Еленовская; Пивзавод; Улица Заводская; ОАО «Фармак»; 1-й авторемонтный завод; Улица Викентия Хвойки; Стадион «Спартак»; Куренёвский парк; Московский проспект; Улица Сырецкая; Улица Семёна Скляренко; Институт им. Бакуля; Улица Луговая; Улица Полупанова; Улица Дубровицкая; Улица Николая Гулака; Улица Полярная; Площадь Тараса Шевченко; Улица Пуща-Водицкая (по требованию); Лесничество (по требованию); Управление лесничеством (по требованию); Детский санаторий (по требованию); Каланча (по требованию); Спецдиспансер; Лесная (по требованию); Улица Городская; 1-я линия; 2-я линия; 3-я линяя; Госпиталь; Парк «Пуща-Водица»; 6-я линия; 7-я линия; 9-я линия; 11-я линия; 13-я линия; Пуща-Водица. 14-я линия.
Интервал движения: 20-25 мин

Время проезда от конечной остановки до первой остановки в Пуще-Водице: 55 мин(от Контрактовой до 7-я линия Пуща-Водица - 1ч 25 минут)

Режим работы проезда: с 5.45 до 23.20; 
Стоимость проезда с 14-07-18 - 8₴.